# Chu Kỳ
Chu Kỳ (tiếng Trung: 周琪, bính âm: Zhōu Qí, tiếng Latinh: Zhou Qi), sinh tháng 04 năm 1970, một Người Hán, là Nhà khoa học và Chính khách nước Cộng hòa Nhân dân Trung Hoa. Ông hiện là Phó Chủ tịch Hội Liên hiệp Hoa kiều về nước Toàn quốc Trung Quốc, Ủy viên Đảng ủy, Phó Tổng Thư ký Viện Khoa học Trung Quốc, Ủy viên dự khuyết Ủy ban Trung ương Đảng Cộng sản Trung Quốc khóa XIX, chức vụ và quyền lực cấp Phó Bộ trưởng.
Ông là Nhà khoa học Tế bào gốc và Sinh học phát triển, Viện sĩ Viện Khoa học Trung Quốc, Viện sĩ Viện Hàn lâm Khoa học Thế giới, Nhà nghiên cứu, Sinh đạo sư Tiến sĩ Viện Khoa học, Viện trưởng Viện Động vật học Viện Khoa học, Chủ nhiệm Phòng thí nghiệm Tế bào gốc và Sinh học Sinh sản Quốc gia, Hiệu phó Đại học Viện Khoa học Trung Quốc.
Chu Kỳ gia nhập Đảng Cộng sản Trung Quốc năm 1991, học vị Thạc sĩ, Tiến sĩ khoa học Sinh học.

## Xuất thân và giáo dục
Chu Kỳ sinh tháng 04 năm 1970 tại Thành phố phó tỉnh Cáp Nhĩ Tân, thủ phủ tỉnh Hắc Long Giang, với nguyên quán tại huyện cấp thị Lai Châu, địa cấp thị Yên Đài, tỉnh Sơn Đông.
Tháng 09 năm 1987, khi 17 tuổi, Chu Kỳ bắt đầu nhập học Đại học Nông nghiệp Đông Bắc (东北农业大学 - Northeast Agricultural University) tại Cáp Nhĩ Tân, hệ chuyên ngành về Sinh học. Vào tháng 07 năm 1991, ông gia nhập Đảng Cộng sản Trung Quốc khi vừa tốt nghiệp.
Ông lần lượt nhận bằng Cử nhân Sinh học năm 1991, Thạc sĩ Sinh học phát triển năm 1994 và Tiến sĩ khoa học Sinh học năm 1996, khi mới 26 tuổi.

## Nhà khoa học nghiên cứu
Từ tháng 03 năm 1997, Chu Kỳ gia nhập Viện Khoa học Trung Quốc (hay còn gọi là Viện Hàn lâm Khoa học, một tổ chức nghiên cứu cấp Bộ của Nhà nước, trực thuộc Quốc vụ viện Cộng hòa Nhân dân Trung Hoa), cụ thể tham gia nghiên cứu tại Viện Sinh học phát triển (中国科学院遗传与发育生物学研究所 - Institute of Genetics and Developmental Biology), nghiên cứu khu vực hậu kỳ Tiến sĩ (cao hơn). Cấp bậc của ông ban đầu là Phó Nhà nghiên cứu liên kết chuyên môn.
Vào tháng 3 năm 1999, ông đến Khoa Sinh học Phát triển Phân tử của Trung tâm Nghiên cứu Nông nghiệp Quốc gia ở Pháp, tiếp tục thực hiện công việc nghiên cứu sau tiến sĩ và làm Trưởng dự án (giai đoạn 2002). Trong thời gian nghiên cứu ở nước ngoài này, ông được tuyển dụng làm chuyên gia chính sách đặc biệt ở nước ngoài của Bộ Khoa học và Công nghệ.
Năm 2001, Chu Kỳ gia nhập vào chiến lược nhân tài của Viện Khoa học Trung Quốc, trong số 100 nhân tài được mời gọi.

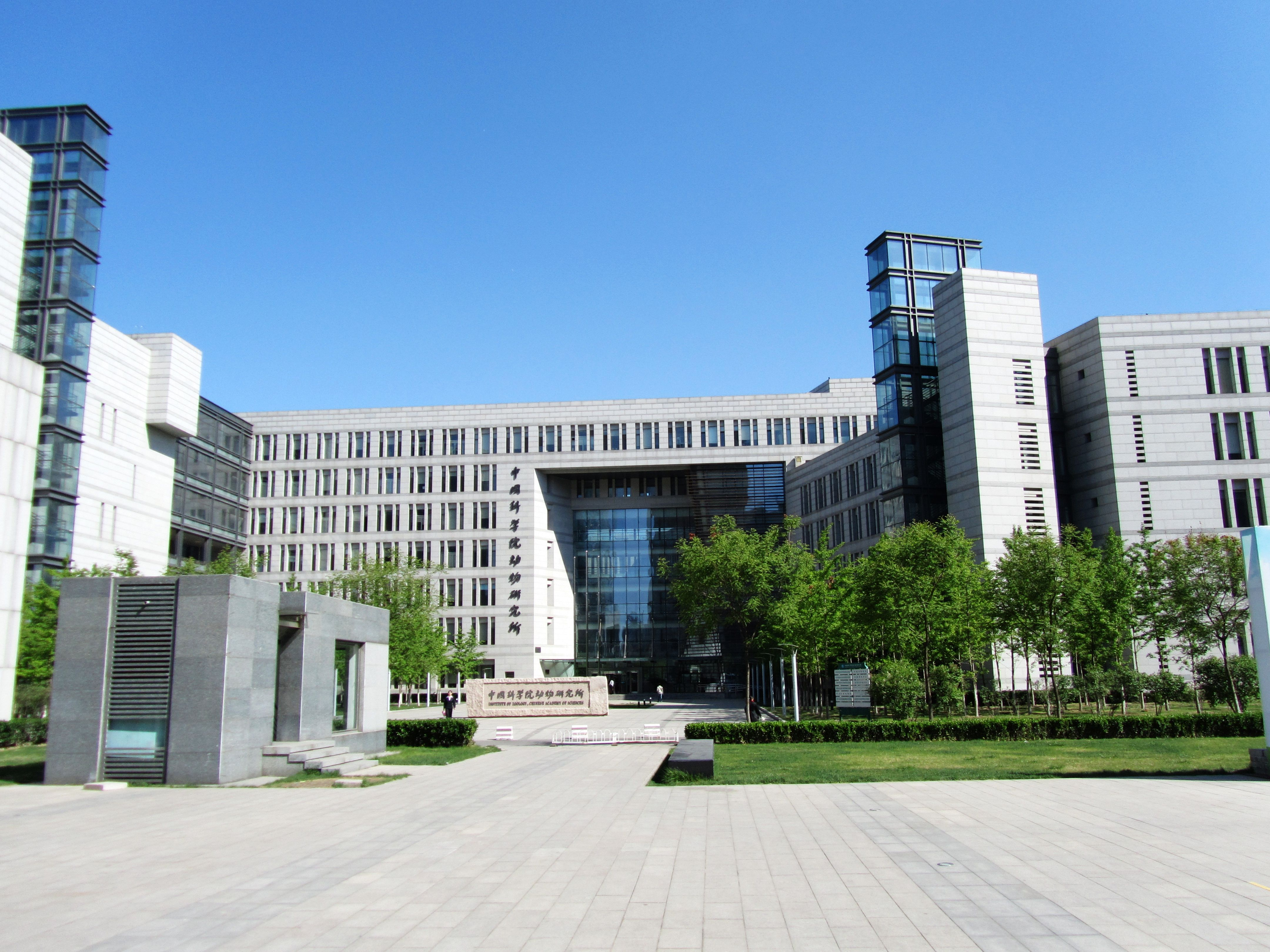
Viện Động vật học, Viện Khoa học Trung Quốc.

Vào tháng 12 năm 2002, sau khi kết thúc dự án nghiên cứu ở Pháp, ông trở về Viện Khoa học Trung Quốc, vào Viện Động vật học (中国科学院动物研究所 - Institute of Zoology) với tư cách là Nhà nghiên cứu và Giám kiểm Tiến sĩ (PhD Tutor. hỗ trợ, chỉ huy và hướng dẫn các vị Tiến sĩ công tác tại Viện).
Vào ngày 07 tháng 12 năm 2015, ông trở thành Viện sĩ Viện Khoa học Trung Quốc.
Ngày 16 tháng 01 năm 2018, ông được bầu làm Viện sĩ Viện Khoa học các nước đang phát triển.
Chu Kỳ chủ yếu tham gia nghiên cứu về cơ chế tái lập trình tế bào và điều hòa biểu hiện gen, thu nhận và duy trì tính đa năng của tế bào gốc, hướng tới thúc đẩy ứng dụng y học tái tạo và tế bào gốc.

## Sự nghiệp
Vào tháng 5 năm 2004, Chu Kỳ được bổ nhiệm làm Phó Chủ nhiệm Phòng thí nghiệm trọng điểm Kế hoạch hóa Gia đình và Sinh sản Sinh vật học Quốc gia (cho đến tháng 12 năm 2011).
Tháng 6 năm 2008, ông nhận nhiệm vụ vị trí Trợ lý Viện trưởng Viện Động vật học, Viện Khoa học Trung Quốc (cho đến tháng 06 năm 2012).
Vào tháng 12 năm 2011, ông là Chủ nhiệm Phòng thí nghiệm Tế bào gốc và Sinh học Sinh sản (trước đây là Phòng thí nghiệm trọng điểm Kế hoạch hóa Gia đình và Sinh sản Sinh vật học Quốc gia nơi ông là Phó Chủ nhiệm). Tháng 6 năm 2012, ông được bổ nhiệm làm Phó Viện trưởng Viện Động vật học, Viện Khoa học Trung Quốc.
Vào năm 2014, ông được bầu làm Chủ tịch Hội Tế bào gốc Quốc tế.
Vào tháng 01 năm 2016, ông được bổ nhiệm làm Phó Hiệu trưởng Đại học Viện Khoa học Trung Quốc (中国科学院大学 - University of the Chinese Academy of Sciences) kiêm nhiệm Chủ nhiệm Ủy ban Học thuật Viện, phụ trách nghiên cứu khoa học (cho đến tháng 10 năm 2017). Vào ngày 12 tháng 06, ông được bầu làm Ủy viên của Ủy ban An toàn Sinh vật biến đổi gen nông nghiệp lần thứ năm.
Vào tháng 07 năm 2017, ông được bổ nhiệm làm Viện trưởng Viện Động vật học, Viện Khoa học Trung Quốc (trong khoảng thời gian thử nghiệm một năm), đây là một chức vụ cấp Chính Sảnh - Chính Cục - Chính Thị.
Vào tháng 10 năm 2017, ông được bầu làm Ủy viên dự khuyết Ủy ban Trung ương Đảng Cộng sản Trung Quốc khóa XIX tại Đại hội Đảng Cộng sản Trung Quốc lần thứ 19. Chu Kỳ là một trong hai vị Ủy viên dự khuyết sinh vào thập niên 70, với người còn lại là Thái Tùng Đào (là Thường vụ Thị ủy Khai Phong, Bí thư Huyện ủy huyện Lan Khảo, cấp bậc Phó Sảnh - Phó Thị - Phó Cục, vị trí thấp nhất và đặc biệt trong số 176 Ủy viên dự khuyết khi mà đại đa số Ủy viên dự khuyết giữ cấp Phó Tỉnh - Phó Bộ, một phần ở hàm Bộ trưởng).
Vào tháng 08 năm 2018, Chu Kỳ được bổ nhiệm kiêm chức vụ Phó Chủ tịch Hội Liên hiệp Hoa kiều về nước Toàn quốc. Khi mà Chủ tịch Hội là Vạn Lập Tuấn, Ủy viên Trung ương, cấp Bộ trưởng. Chu Kỳ giữ vị trí tương đương với Phó Tỉnh - Phó Bộ, tương ứng hàm Thứ trưởng.

## Thành tựu khoa học

### Nghiên cứu chủ đạo
Chu Kỳ đã đạt được các kết quả nghiên cứu có hệ thống và sáng tạo trong nghiên cứu phương pháp mới để tạo và điều chỉnh các tế bào soma, thành lập các tế bào quan trọng và mô hình động vật của tế bào gốc, y học tái sinh. Ông đã liên tiếp tạo ra chuột nhân bản soma, tạo ra chuột tế bào gốc đa năng và chứng minh rằng các tế bào gốc đa năng cảm ứng có khả năng phát triển giống như tế bào gốc phôi, tạo ra một ngân hàng tế bào gốc Bắc Kinh. Ông nghiên cứu về ARN thông tin, nghiên cứu cơ chế điều hòa của nó, cho thấy vai trò điều chỉnh và cơ chế điều chỉnh biểu sinh như methyl hóa mRNA trong tái lập trình tế bào.
Năm 2002, lần đầu tiên nhân bản chuột trên thế giới sử dụng tế bào nhân bản đã được công bố trên Science. Vào tháng 07 năm 2009, lần đầu tiên một bài báo của ông đã được xuất bản trên tạp chí Nature. Trong các tạp chí khoa học cùng với một bài báo đăng trên Tạp chí Hóa học sinh học (Journal of Biological Chemistry) ông công bố yếu tố quyết định gen quan trọng trong tính đa năng của tế bào gốc chuột đã được phát hiện và chứng minh rằng có thể được sử dụng như một dấu ấn phân tử để xác định mức độ đa năng của tế bào gốc.
Kết quả nghiên cứu của ông - xác minh tổng thể các tế bào iPS (tế bào gốc vạn năng cảm ứng) - đã được chọn là một trong mười đột phá y học hàng đầu của năm được Tạp chí Time tại Hoa Kỳ chọn năm 2009 và được bầu chọn là một trong mười tin tức tiến bộ khoa học và công nghệ hàng đầu của Trung Quốc bởi các học giả của hai Học viện (Viện Khoa học Trung Quốc và Viện Khoa học xã hội Trung Quốc) năm 2009. Chính đây là một trong mười tin tức cơ bản hàng đầu ở Trung Quốc.

### Các dự án khoa học
Kể từ năm 2017, ông đã chủ trì một số dự án nghiên cứu khoa học quốc gia, với tư cách là nhà khoa học chủ đạo của Dự án quy hoạch phát triển nghiên cứu cơ bản quốc gia số (973) và (863), nhà khoa học chủ đạo dài hạn trong lĩnh vực tế bào gốc và y học tái tạo của Viện Khoa học Trung Quốc.
- 01/2011 - 12/2015: Dự án Nghiên cứu tế bào gốc và tái tạo - Viện Khoa học Trung Quốc.
- 01/2012 - 06/2018: Dự án nghiên cứu về tính đa năng của loài linh trưởng - cấp Quốc gia.
- 01/2014 - 12/2016: Dự án Ảnh hưởng của quá trình methyl hóa DNA và RNA đối với sự đa năng của tế bào phôi đơn bội và khả năng phát triển của các cá thể - cấp Quốc gia.
- 01/2015 - 12/2018: Quy định và cơ chế điều chỉnh quá trình methyl hóa RNA trên tái lập trình Somatic - cấp Quốc gia.
- Năm 2014: Giải nhì Giải thưởng Khoa học tự nhiên Quốc gia: Dự án Thành lập và điều chỉnh các tế bào gốc đa năng của động vật có vú.

### Ấn phẩm và tác phẩm khoa học
- 07/1997: Bản sao bí ấn (神秘的克隆).[8]
- 07/2015: Hướng dẫn thí nghiệm sinh học và tế bào gốc (生物学实验指南丛书 干细胞实验指南).[9]
- Một phương pháp đơn giản để tái cấu trúc các hợp tử chuột hoàn toàn từ các hạt nhân của người hiến tặng soma trưởng thành. 2000. Cloning 2(1):35-44.
- Tiềm năng phát triển của phôi chuột được tái tạo từ nhân tế bào gốc phôi metaphase. 2001. Biol. Reproduc. 65(2):412-419.
- Tạo ra chuột nhân bản đa dạng bằng cách điều chỉnh kích hoạt tế bào trứng. 2002. Science 302(5648):1179.
- Các tế bào trung chuyển tương đồng hỗ trợ sự tăng trưởng không phân biệt và tính đa năng trong các tế bào gốc phôi khỉ. 2005. Stem Cells 23(8):1192-1199.
- Một cách tiếp cận so sánh để chuyển nhân tế bào soma ở khỉ rakesus. 2006. Hum. Reproduc. 21(10):2564-2571.
- Ảnh hưởng của liều rhFSH đến đáp ứng nang noãn, phục hồi tế bào trứng và sự phát triển phôi ở khỉ rhesus. 2007. Theriogenology 67(6):1194-1201.
- Suy giảm khả năng kích hoạt bộ gen của phôi trong phôi chuyển nhân tế bào soma của khỉ rakesus. 2008. Cloning Stem Cells. 10(1):25-36.
- Một phương pháp nuôi cấy sửa đổi cải thiện đáng kể sự phát triển của phôi chuyển nhân tế bào soma chuột. 2009. Reproduction 138(2):301-308.
- Việc tái lập trình nhân soma được cải thiện đáng kể nhờ m-carboxycinnamic acid bishydroxamide (CBHA), một chất ức chế histone deacetylase. 2010. J. Biol. Chem. 285(40):31002-31010.
- Nhân bản chuột và lập trình lại tế bào soma bằng cách sử dụng phôi bào được điện hóa. 2011. Cell Res. 21(5):770-778.
- Chuyển đổi nhanh chóng ESC của con người sang trạng thái đa năng giống như chuột bằng cách tối ưu hóa điều kiện nuôi cấy. 2012. Protein Cell. 3(1):71-79.
- Tạo đồng thời và truyền mầm của nhiều đột biến gen ở chuột bằng hệ thống CRISPR-Cas. 2013. Nat. Biotechnol. 31(8):684–686.
- Tạo ra hiệu quả các tế bào gốc đa năng giống như chuột ESCs của chuột. 2014. Protein Cell. 5(5):338-342.
- Tạo ra các tế bào gốc đa năng (iPS) do con người tạo ra trên lâm sàng trong điều kiện không có Xeno. Stem Cell Res Ther. 2015. 6(1):223. doi: 10.1186/s13287-015-0206-y.
- Toàn bộ Meiosis từ các tế bào mầm có nguồn gốc từ tế bào phôi trong tế bào. 2016. Cell Stem Cell 18(3):330-340.
- Kiểm định chất lượng tế bào gốc phôi người lâm sàng ở cấp độ lâm sàng theo quy định của Trung Quốc. 2017. Stem Cell Reports 9(1):366-380.

### Bằng sáng chế
1. Hệ thống nuôi cấy cho các tế bào gốc đa năng cảm ứng, Phát minh, 2014, tác giả thứ nhất, Bằng sáng chế số: 201410109226.5.
2. Môi trường nuôi cấy để tạo ra các tế bào gốc phôi vào tế bào cơ tim và ứng dụng của nó, Phát minh, 2015, tác giả thứ nhất, Bằng sáng chế số: 201510046646.8.
3. Một phương tiện để tạo ra các tế bào gốc đa năng và sử dụng chúng, Phát minh, 2014, tác giả thứ nhất, Bằng sáng chế số: 201410394740.8.
4. Phát hiện không phá hủy biểu hiện miRNA trong các tế bào và xác định loại và trạng thái của tế bào, Phát minh, 2012, tác giả thứ nhất, Bằng sáng chế số: ZL201210258472.8.
5. Phương pháp điều chỉnh mức độ sửa đổi m6A bằng miRNA và ứng dụng của nó, Phát minh, 2015, tác giả thứ nhất, Bằng sáng chế số: PCT/CN2015/071582.
6. Phát hiện không phá hủy biểu hiện miRNA trong các ô và phương pháp xác định loại và trạng thái của ô, Phát minh, 2013, tác giả thứ nhất, Bằng sáng chế số: PCT / CN2013/075903.
7. Chuẩn bị và ứng dụng các tế bào gốc thần kinh cảm ứng, Phát minh, 2014, tác giả thứ nhất, Bằng sáng chế số: ZL201110164400.2.
8. Phương pháp nâng cao hiệu quả của lập trình lại soma, Phát minh, 2008, tác giả thứ nhất, Bằng sáng chế số: ZL200810119651.7
9. Các gen chính, microRNA, RNA không mã hóa khác hoặc các tổ hợp của chúng được sử dụng để xác định hoặc điều chỉnh tính đa năng của tế bào, Phát minh, 2015, tác giả thứ nhất, Bằng sáng chế số: ZL201010142746.8.

## Giải thưởng
Vào năm 2005, Chu Kỳ nhận Quỹ khoa học Quốc gia dành cho các học giả trẻ xuất sắc (国家杰出青年科学基金 - The National Science Fund for Distinguished Young Scholars).
Năm 2013, ông được chọn là nhóm tài năng hàng đầu đầu tiên về đổi mới khoa học và công nghệ trong Chương trình Mười nghìn người Toàn quốc (万人计划).
Năm 2016, Chu Kỳ nhận giải thưởng sáng tạo Sinh học của Viện Hàn lâm Khoa học Thế giới (TWAS), Giải thưởng đóng góp của Trung Quốc ở nước ngoài (Thành tựu đổi mới) lần thứ VI của Hội Liên hiệp Hoa kiều về nước Toàn quốc Trung Quốc, Giải thưởng đóng góp nổi bật về tế bào gốc tại Hội nghị tế bào gốc Trung Quốc thường niên lần thứ VI.
Vào tháng 11 năm 2017, ông đã giành được giải thưởng Sinh học tại Hội nghị học giả lần thứ 27 của hội nghị Viện hàn lâm khoa học của các nước đang phát triển.
Năm 2018, ông nhận Giải thưởng Shulan lần thứ IV (tại Y viện Thụ Lan).
Ngoài ra, ông còn nhận hàng loạt giải thưởng toàn quốc cấp nhà nước từ cơ quan nhà nước và đơn vị sự nghiệp công lập như Giải thưởng Quốc vụ viện, Giải thưởng Viện Khoa học Trung Quốc, Giải thưởng Viện Khoa học xã hội Trung Quốc, Đoàn Thanh niên Cộng sản Trung Quốc, Tổng liên đoàn Công đoàn Toàn quốc Trung Quốc, Ban Tổ chức Trung ương Đảng Cộng sản Trung Quốc, Bộ Khoa học và Công nghệ Trung Quốc, Hiệp hội Khoa học và Công nghệ Trung Quốc.

## Đánh giá
Tính đến năm 2017, ông đã xuất bản hai cuốn sách khoa học và đã xuất bản hơn 100 bài báo SCI trên các tạp chí như Tế bào, Nature, Science trong lĩnh vực tế bào gốc và thu được chín bằng sáng chế lập trình và công nghệ tế bào gốc.
| “ | Sự ra đời của một con chuột iPS tên là "Little" đã tuyên bố một chiến thắng trong cuộc cách mạng khoa học. Đồng thời, truyền thuyết về con cừu nhân bản "Dolly" tiếp tục với sự khôn ngoan của người Trung Quốc. Ông đã tạo ra phép màu nhân bản động vật và hơn thế nữa. Phép màu của nghiên cứu khoa học - tuyên bố Chu Kỳ của Viện Động vật học. | ” |
| — Bài phát biểu khen tặng thành tích sáng tạo của Chu Kỳ về Giải thưởng Thanh niên xuất sắc của Viện Khoa học Trung Quốc lần thứ 10. | |   |

| “                                              | Chu Kỳ là một chuyên gia nổi tiếng trong lĩnh vực tế bào gốc. Ông đã sáng kiến bước đột phá trong việc tạo ra các phương pháp tái lập trình và cơ chế điều hòa tế bào soma mới, tạo ra và ứng dụng tế bào gốc động vật có vú mới, thiết lập mô hình động vật của bệnh nhân và biến đổi lâm sàng của tế bào gốc. Kết quả đã giải quyết được nhiều vấn đề khoa học quan trọng với nghiên cứu cơ bản và giá trị ứng dụng lâm sàng quan trọng, thúc đẩy sự phát triển của các lĩnh vực liên quan và đóng góp quan trọng để tăng cường ảnh hưởng quốc tế của nghiên cứu tế bào gốc Trung Quốc. | ” |
| — Giải thưởng Y học Shulan (Thụ Lan) năm 2018. | |   |

| “                                      | Chu Kỳ (1970) là Ủy viên dự khuyết trẻ thứ hai trong số 176 đồng chí tại Đại hội XIX 2017. Ông là một Nhà khoa học xuất sắc với ngành sinh học đặc biệt là tế bào. Với tài năng của mình và chiến lược ưu đãi nhân tài nhà nước, ông còn có thể đạt được nhiều vị trí về khoa học. | ” |
| — Vũ Nguyên, Chính trị Trung Hoa 2020. | |   |